# Projectkoor Amsterdam
Het Projectkoor Amsterdam ofwel PA'dam is een jong professioneel kamerkoor uit Amsterdam dat optreedt op projectmatige basis.

## Ensemble
PA'dam werd opgericht in 1998 met de bedoeling om zangstudenten van de Nederlandse conservatoria de mogelijkheid te bieden om op professioneel niveau koorervaring op te doen. PA'dam staat vanaf het begin onder leiding van koordirigent Maria van Nieukerken.  

## Repertoire
Het eerste lustrum vierde PA'dam in november 2004 met de uitvoering van een bewerking van Bachs Goldbergvariaties door Gustavo Trujillo voor koor, instrumentaal ensemble en spreker. 
Sinds 2004 zingt PA'dam in de serie 'Bach in Monnickendam', een serie op initiatief van organist Wim Dijkstra en Maria van Nieukerken. Tijdens deze concerten wordt telkens een cantate van Bach gecombineerd met andere instrumentale of vocale (barok)muziek. 
In 2005 werkte PA'dam mee aan de opera Dido and Aeneas van Henry Purcell op uitnodiging van Xynix Opera in het kader van het culturele meerjarenproject de Vrede van Utrecht. In 2007 trad PA'dam op met het Metropole Orkest in een uitvoering van muziek van computergames op het muziekfestival Lowlands.